# 美濃和紙

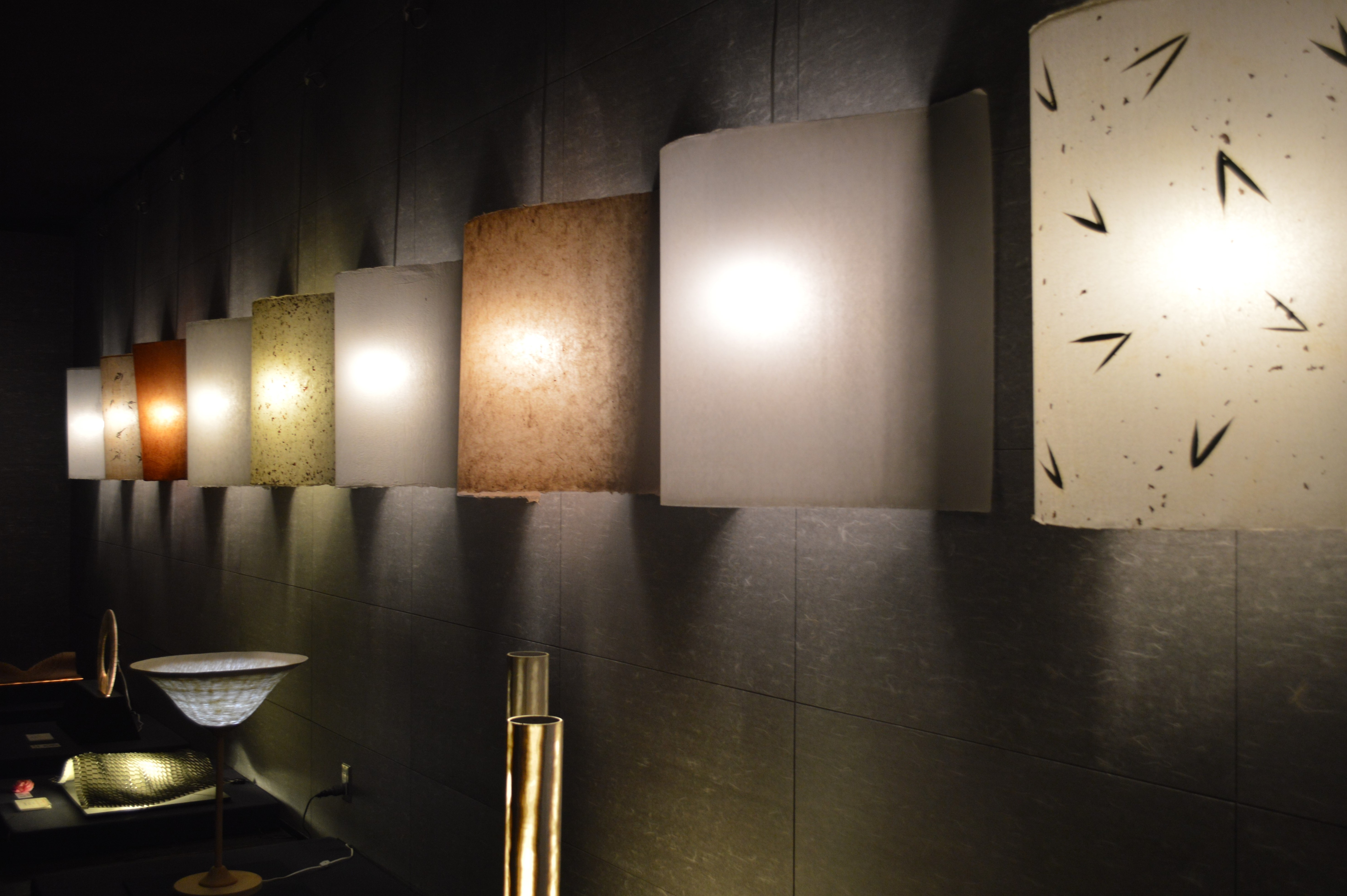
美濃和紙

美濃和紙（日语：みのわし），是指日本國岐阜縣當地以傳統技藝生產的和紙，主要製造地在岐阜縣美濃市，所以被稱為“美濃和紙”。其歷史可以追溯至日本奈良時代的美濃國
。

## 歷史
在奈良時代，美濃國的首府所在地（不破郡垂井町）周邊開始有製作美濃和紙的作坊。

## 製法
美濃和紙中品質最好者當屬「本美濃紙」，製作該紙僅能使用楮、水及一種使紙纖維均勻分布的植物黏液。首先將楮樹皮製成紙漿，接者將置有紙篩的框子浸入紙漿中，輕輕搖動後取出並乾燥一段時間即完成。:25

## 外部連結
YouTube上的美濃和紙